# Hogna inexorabilis
Hogna inexorabilis är en spindelart som först beskrevs av O. Pickard-Cambridge 1869.  Hogna inexorabilis ingår i släktet Hogna och familjen vargspindlar. Inga underarter finns listade i Catalogue of Life.